# Grootsporige raspzwam
De grootsporige raspzwam (Steccherinum bourdotii) is een schimmel behorend tot de familie Steccherinaceae. Hij leeft saprotroof op allerlei soorten loofhout, vaak els (Alnus), vooral in vochtige en/of voedselrijke bossen.

## Kenmerken

### Uiterlijke kenmerken
De vruchtlichamen zijn vaak hoedvormig en hebben stekels van 2–2,5 mm lang. De kleur is crèmekleurig tot licht okergeel. De rand is scherp en witachtig.

### Microscopische kenmerken
De basidia zijn knotsvormig, licht golvend, 14–20 × 4–5 µm, met 4 sterigmata en een septum aan de basis. De basidiosporen zijn bijna bolvormig tot ellipsoïdaal, 3–4,5(–5) × 4,5–5,5 µm, glad, dunwandig en niet cyanofiel. Uiteinden van de cystidia tot over een lengte van 70 μm geïncrusteerd. In de stekels bevinden zich talrijke sterk ingekapselde pseudocystiden met stompe toppen, waarvan het ingekapselde gedeelte 40–60 × 6–8 µm meet. Het heeft een dimitisch hyfensysteem, met generatieve hyfen die septa bevatten, dunwandig, vertakt, met een breedte van 3–4 µm, en skelet hyfen die dikwandig zijn, met een breedte van 2,5–3 µm, zelden vertakt. 

## Verspreiding
Deze soort komt voor op alle continenten, behalve Antarctica en Australië. In Nederland komt hij algemeen voor. Hij staat niet op de rode lijst en is niet bedreigd.

## Foto's

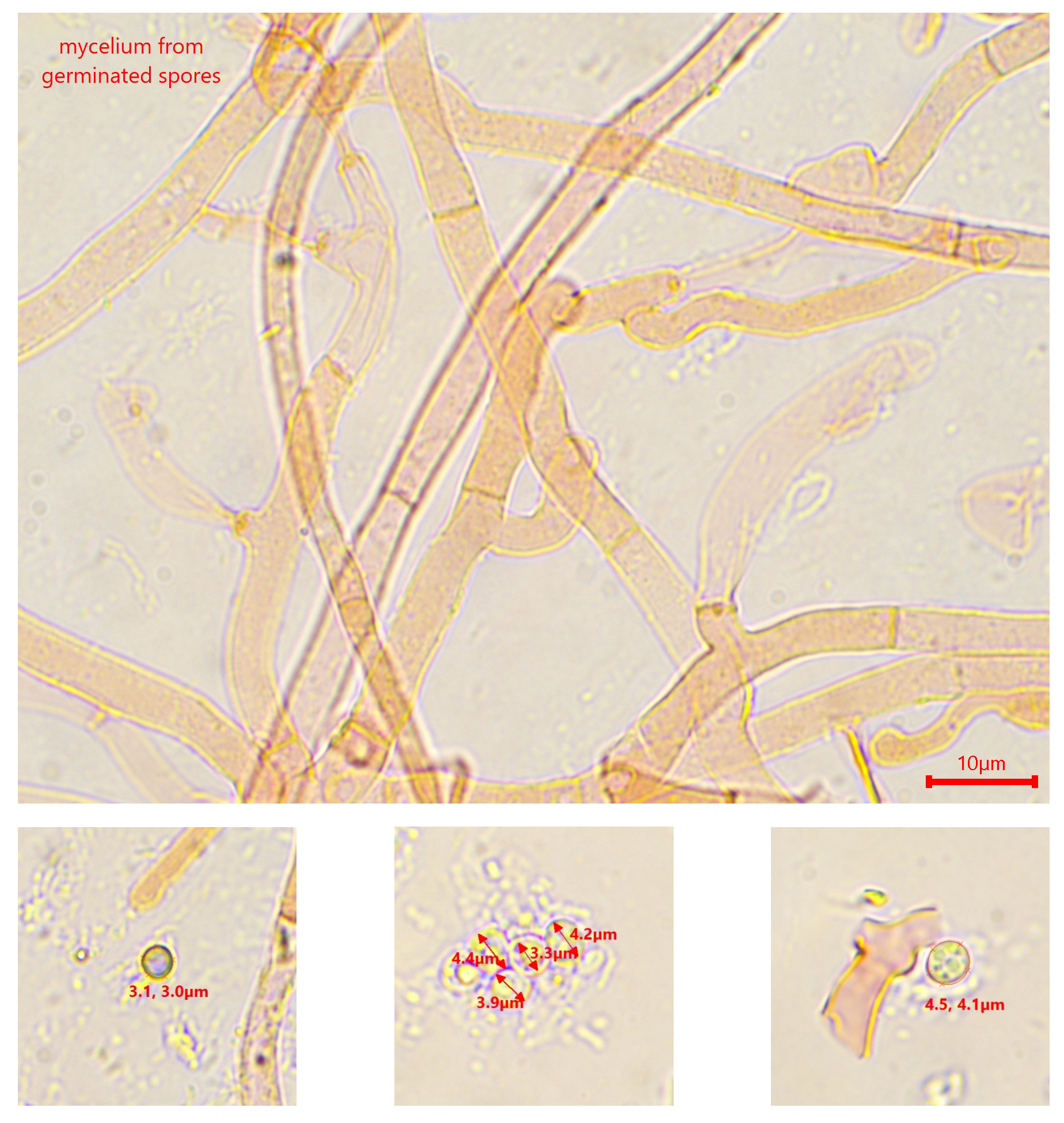
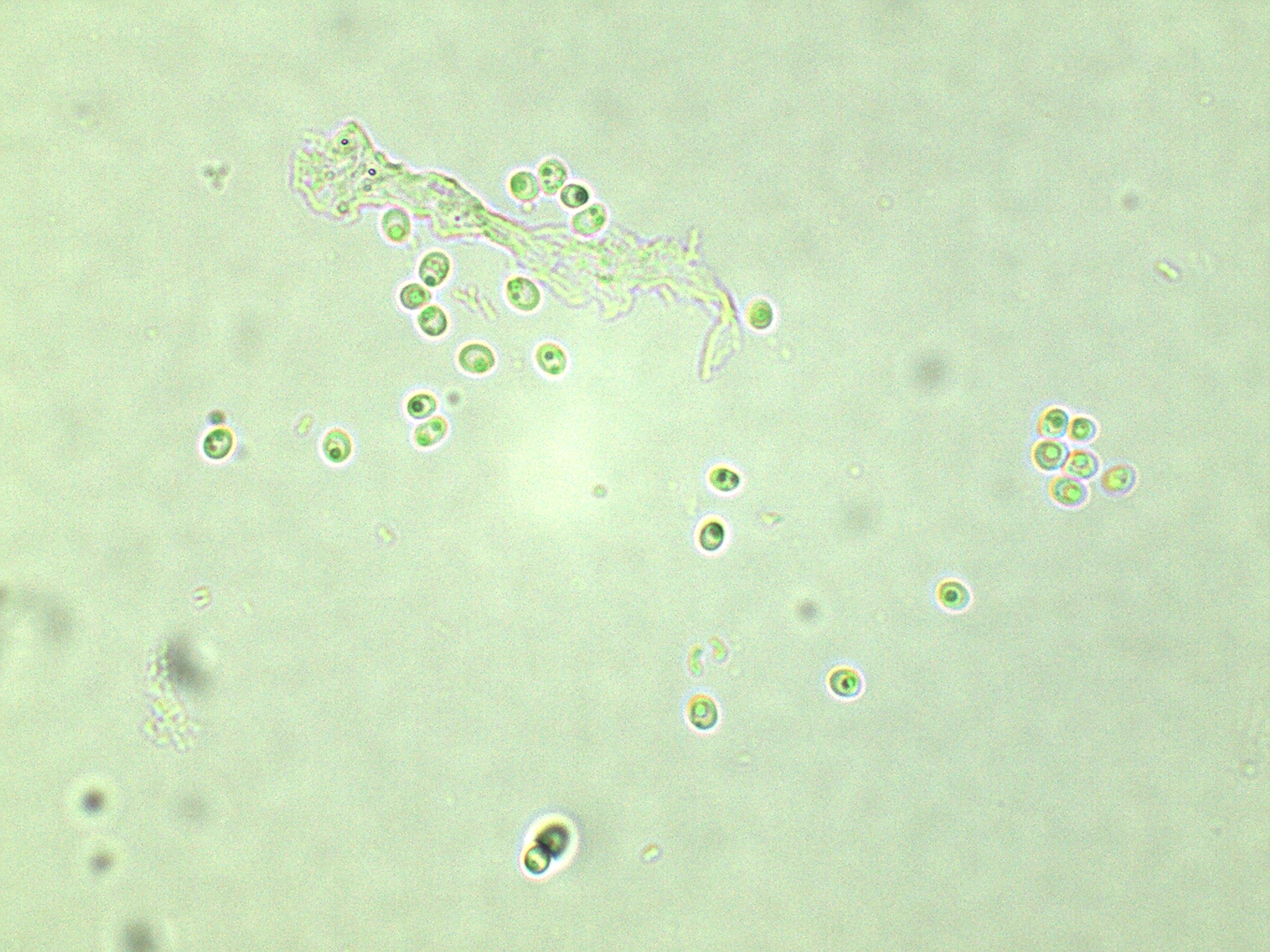
Sporen
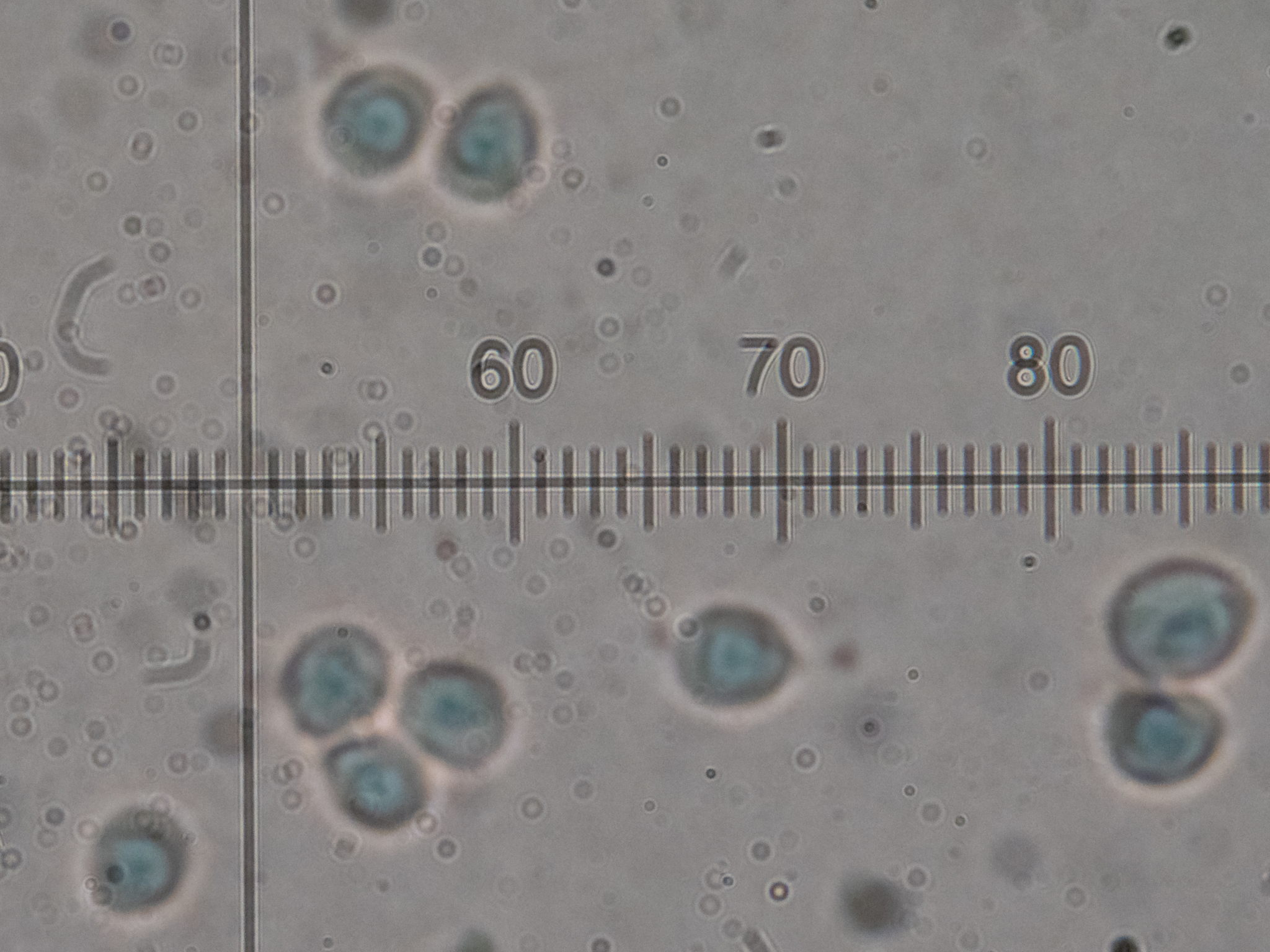
Sporen
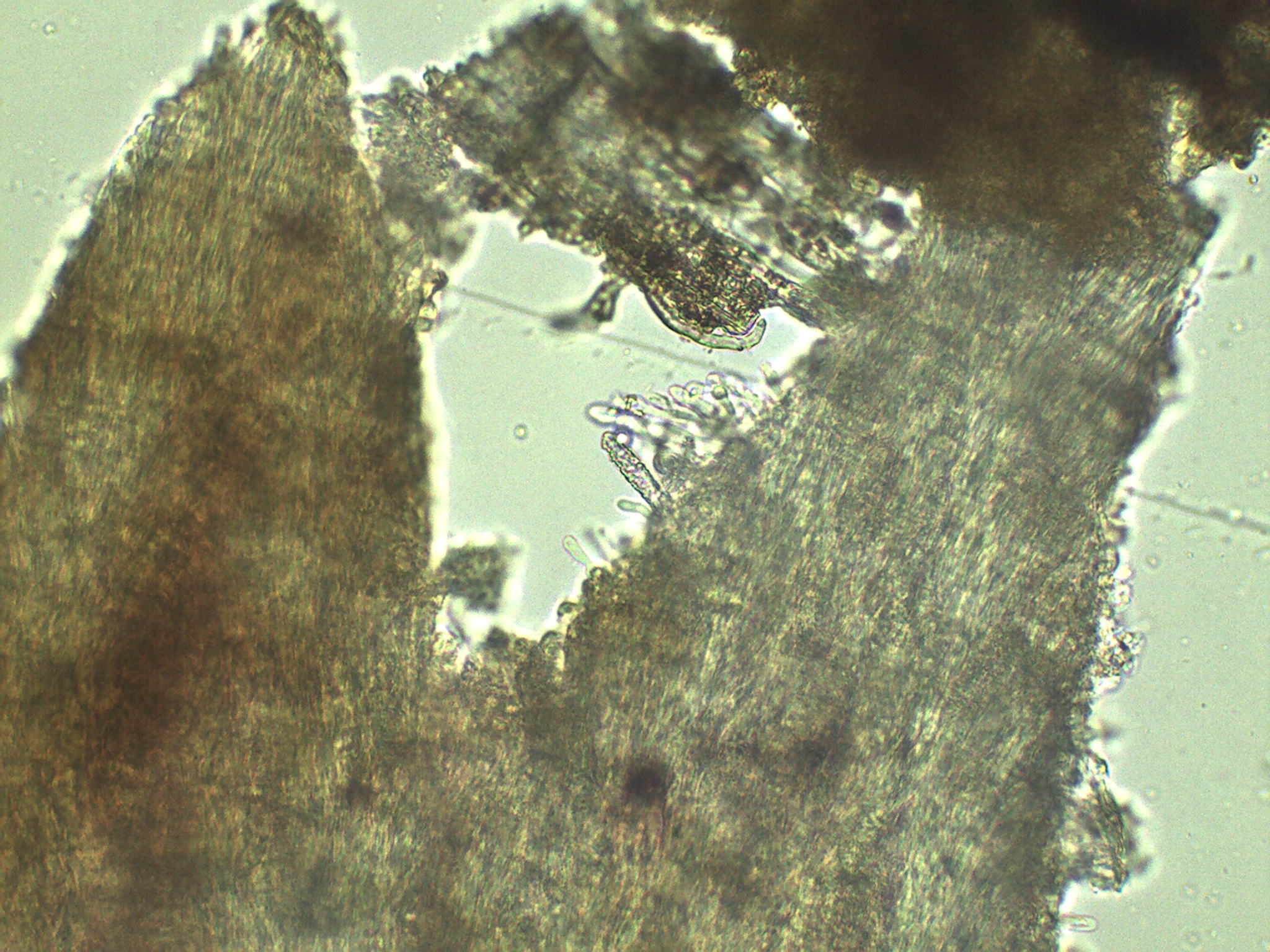
Cystidia
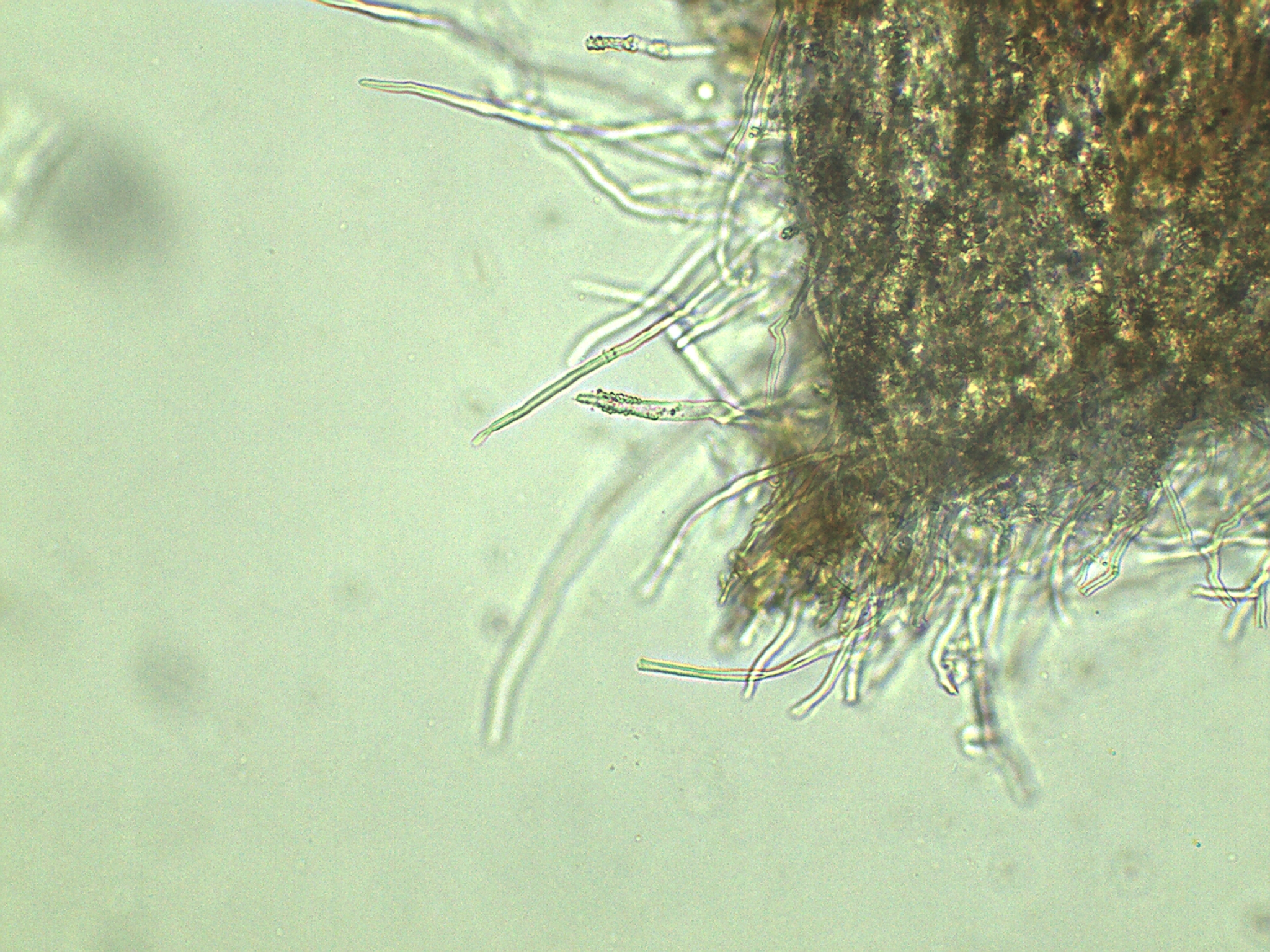
Cystidia (?)